# Pavlinski samostan Bela crkva
Pavlinski samostan Bela crkva je bivši rimokatolički samostan s crkvom sv. Marije. Nalazi se kod Mikleuške. Pripadala je redovnicima pavlinskog reda.

## Zemljopisni smještaj
Nalazi se na području gračeničke župe, uz potok Crkveni jarak. Toponim svjedoči o postojanju crkve. Smješten je na brdu, na visoravni. Nizvodno potokom u pravcu jezera Mikleuške ostaci su ribnjaka. Do razvalina se može doći planinarskim stazama iz pravca jezera Mikleuške, Humke i Visa. Nalazi se podno Garić grada. Zapadno se nalazi srednjovjekovna utvrda Jelen grad.

## Povijest
Osnovan je u blizini Garić grada, koji je 1256. dao sagraditi ban Stjepan Šubić.
Samostan datira iz 13. stoljeća. Prva pisana isprava koja ga spominje je iz 1295. godine. Kao utemeljitelja spominje se magistera Tiburcija. Prigodom izgradnje, kako neki izvori tvrde, tad je izgrađena samostanska kuća i crkva. Sljedećih dvaju stoljeća pavlini su postali znameniti i dobivali su darovnicama brojne posjede.
Od susjednog je čazmanskog kaptola od 1295. do 1351. dobio mnogo povlastica. Zbog toga što su se mnogi velikaši uskoro počeli pokapati u ovaj samostan, rođaci tih velikaša su zato darivanjima obasipali ovaj samostan, kao što su bila darivanja od Pavla Peća, od križevačkog župana Pavla Čupora iz Moslavine, a darovnice je 1410. potvrdio kralj Žigmund Luksemburški, na želju samostanskog priora. Darovnicama su obogatili posjed osnivači, vlastelinski patroni, pobožni plemići, ljudi na samrti, bolesnih i ini. Većina darivatelja bila je iz redova plemića gračeničke župe. Od mnogih darivanja stekli su uvjete da su mogli sagraditi novu crkvu i samostanske objekte. Nove građevine bile su fortikacijski zaštićene zidom i kulama. Uz to ga za osiguranje sa sve četiri strane okružuje potok i opkop. U sredini samostana bila je crkva Blažene Djevice Marije.
Osmanska osvajanja došla su u vrijeme vrhunca moći ovog samostana. Učestali osmanski upadi natjerali su pavline napustiti samostan i otići u Lepoglavu. Na odlasku su sve svoje dragocjenosti i arhiv ponijeli sa sobom. Između 1550. i 1600. samostan su zauzeli Osmanlije. Po zauzeću samostan postupno propada i nikad ga se više nije obnavljalo. Vremenom su porušeni svi samostanski objekti. Danas arheolozi iskapaju i konzervatori konzerviraju ovaj lokalitet.

## Važnost
Od dobivanja povlastica od čazmanskog kaptola, došao je na znamenit glas, pa su se doskora u ovaj samostan sahranjivali mnogi odlični velikaši.
Ovaj ugledni samostan bio je bogate dokumentacijske građe. Od 1397 pavlinska dokumenta iz njihovih samostana u Hrvatskoj koja se čuvaju u Hrvatskom državnom arhivu, čak 544 su iz ovog samostana. Vrlo su vrijedni izvor podataka povijesti moslavačkog kraja.